# Diecezja MacKenzie-Fort Smith
Diecezja MacKenzie-Fort Smith (łac. Dioecesis Mackenziensis-Arcis Smith, ang. Diocese of MacKenzie-Fort Smith, fr. Diocèse de Mackenzie-Fort Smith) – rzymskokatolicka diecezja ze stolicą w Yellowknife (katedra znajduje się w Fort Smith), na Terytoriach Północno-Zachodnich, w Kanadzie. Biskupstwo jest sufraganią archidiecezji Grouard–McLennan.
W 2019 w diecezji pracowało 4 zakonników i 5 sióstr zakonnych.
Patronami diecezji są św. Józef i św. Rafał Archanioł.

## Historia
3 lipca 1901 z mocy decyzji Leona XIII nastąpił podział wikariatu apostolskiego Athabaska Mackenzie na wikariat apostolski Mackenzie i wikariat apostolski Athabaska (obecnie archidiecezja Grouard-McLennan).
9 marca 1908 z wikariatu apostolskiego Mackenzie wydzielono prefekturę apostolską Jukon–Prince Rupert (obecnie diecezja Whitehorse).
13 lipca 1967 papież Paweł VI bullą Adsiduo perducti wyniósł wikariat apostolski Mackenzie do rangi diecezji i nadał mu obecną nazwę.
Diecezję dwukrotnie odwiedził Jan Paweł II:
- we wrześniu 1984
- we wrześniu 1987

## Ordynariusze

### Wikariusze apostolscy Mackenzie
- Gabriel-Joseph-Elie Breynat OMI (1901 - 1943) od 1939 arcybiskup tytularny
- Joseph-Marie Trocellier OMI (1943 - 1958)
- Paul Piché OMI (1959 - 1967)

### Biskupi MacKenzie–Fort Smith
- Paul Piché OMI (1967 - 1986)
- Denis Croteau OMI (1986 - 2008) w latach 2003 - 2006 również administrator apostolski diecezji Whitehorse
- Murray Chatlain (2008 - 2012) następnie mianowany arcybiskupem Keewatin–Le Pas
  - Murray Chatlain (2012 - 2013) administrator apostolski; arcybiskup Keewatin–Le Pas
- Mark Hagemoen (2013 - 2017) następnie mianowany biskupem Saskatoon
- Jon Hansen CSsR (od 2017)